# Červený potok (přítok Bakovského potoka)
Červený potok je vodní tok (potok) ve středních Čechách. Odvodňuje zejména Slánsko. Do Červeného potoka se ve Slaném vlévá Šternberský potok. Červený potok také napájí mnoho rybníků, mezi které patří: Řisutský rybník, Cukrovarský rybník, Nový Studeněveský rybník, Velký slánský rybník, Červený rybník, Blahotický rybník I, Blahotický rybník II a Žižický rybník.

## Mlýny
- Baňkův mlýn – U Brodu čp. 348, Slaný, okres Kladno, kulturní památka